# Tazacorte
Tazacorte is een gemeente in de Spaanse provincie Santa Cruz de Tenerife in de regio Canarische Eilanden met een oppervlakte van 12 km². Tazacorte telt 4.633 inwoners (1 januari 2016). Tazacorte ligt op het eiland La Palma.
Tazacorte ligt iets inlandig en heeft ook nog een deel van de gemeente direct aan zee, Puerto de Tazacorte. Daar is een jachthaven gemaakt, met subsidie van de EU.
Barlovento · Breña Alta · Breña Baja · Fuencaliente de La Palma · Garafía · Los Llanos de Aridane · El Paso · Puntagorda · Puntallana · San Andrés y Sauces · Santa Cruz de La Palma · Tazacorte · Tijarafe · Villa de Mazo